# Vasilis Anastopoulos
Vasilis Anastopoulos (griechisch Βασίλης Αναστόπουλος, * 20. Dezember 1975 in Athen, Griechenland) ist ein ehemaliger griechischer Radrennfahrer, der auf der Straße und Bahn aktiv war. Er wurde dreimal Meister seines Landes, zweimal im Straßenrennen und einmal im Punktefahren.
Nachdem er bereits Etappen der Türkei-, Griechenland- und Jugoslawien-Rundfahrt gewann, wurde er im Jahr 2002 Profi, zunächst beim österreichischen Team Volksbank. Sein größter Erfolg für dieses Radsportteam war im Jahr 2003 der Gesamtsieg der Griechenland-Rundfahrt. Bei den Balkan-Meisterschaften 2002 gewann er das Straßenrennen. Nach Ablauf der Saison 2009 beendete er seine internationale Laufbahn beim Continental Team SP Tableware-Gatsoulis Bikes.

## Palmarès
1997
- eine Etappe Türkei-Rundfahrt

1998
- eine Etappe Griechenland-Rundfahrt
- eine Etappe Jugoslawien-Rundfahrt
- Athens Balkan Open Championship, Punktefahren

1999
- Athens Balkan Open Championship, Mannschaftsverfolgung
- Griechische Meisterschaft Punktefahren

2002
- eine Etappe Tour of Rhodes
- zwei Etappen Griechenland-Rundfahrt
- Balkan-Meisterschaften Straßenrennen

2003
- eine Etappe und Gesamtwertung Griechenland-Rundfahrt

2004
- Griechische Straßenmeisterschaft

2005
- Griechische Straßenmeisterschaft

## Teams
- 2002–2003 Volksbank-Ideal
- 2004 Volksbank-Ideal Leingrüber
- 2005 Volksbank-Leingrüber Ideal
- 2006 Team Vorarlberg
- 2009 SP Tableware-Gatsoulis Bikes